# فارس نامه ناصري
فارس نامه ناصري هو كتاب باللغة الفارسية عن جغرافية وتاريخ مقاطعة فارس في إيران، مع الرسوم التوضيحية والخرائط، من تأليف حسن فسائي (1821-1898). كلَّفه ناصر الدين شاه قاجار بتأليف هذا الكتاب. ويتناول المجلد الثاني أيضًا مناخ محافظة فارس، ونباتاتها، وزراعتها، وحيواناتها، وخرائطها، وموقع محافظة فارس بناءً على خطوط الطول والعرض.

## روابط خارجية
- الموسوعة الإيرانية